# MOB BFZe 4/4 23–26
Die BFZe 4/4 Nummer 23-26 sind elektrische Meterspur-Triebwagen. Sie wurden 1912 von der Montreux-Berner Oberland-Bahn (MOB) beschafft. Hergestellt wurden sie von der Schweizerischen Industrie-Gesellschaft (SIG) mit elektrischer Ausrüstung von der Elektrizitätsgesellschaft Alioth.

## Geschichte
Für die 1910 eingeführten Schnellzüge zwischen Montreux und Zweisimmen braucht die MOB ein geeignetes Fahrzeug, da man mit den BCFe 4/4 7–20 oft in Doppeltraktion fahren mussten. Aus diesem Grund bestellte sie diese vier Triebwagen. Weil sie nur im hochwertigen Verkehr eingesetzt werden sollten, besitzen sie nur ein 2. Klassenabteil, und die normale 3. Klasse fehlte. Dazu kommt noch ein Gepäck- und ein Postabteil. Nach der Zusammenlegung der 1. und 2. Klasse im Jahr 1956, wurde das 2. Klassenabteil zum 1. Klassenabteil, und somit zum AFZe 4/4. Erst 1968/71 wurde dieses deklassiert und in ein 2. Klassenabteil umgewandelt, zugleich wurde auch das Postabteil aufgehoben, die neue Bezeichnung lautet BDe 4/4. Diese Umzeichnung erlebte der 1969 im La Tine Tunnel verunfallte Triebwagen Nr. 23 nicht mehr. 1979 kam es bei den letzten Triebwagen Nummer 25 und 26 zur Aufhebung des Personenabteils und die Fahrzeuge verkehrten als De 4/4. Der Triebwagen Nummer 24 wurde schon 1970 in den Xe 4/4 24 umgebaut, verunfallte aber 1980. Der Triebwagen Nummer 25, wurde 1988 abgebrochen. Der Triebwagen Nummer 26 1994 der Modellbahngruppe Obersimmental-Saanenland übergeben, welche ihn beim Bahnhof Saanen als Vereinslokal aufstellte.

## Technisches
Die Fahrzeuge haben einen verblechten Holzkasten, der auf einem genieteten Stahlrahmen ruht. Die Kraftübertragung erfolgt über einen geschlossenen Tatzlager-Antrieb mit zweiteiligen elastischen Zahnrädern. Der Gleichstrom-Motor ist vierpolig ausgeführt und ist eigen-ventiliert. Die Übersetzung betrug bei Ablieferung 1:6,29. Bei 700 Volt an der Motorenklemme entwickelte die Motoren an der Welle eine Stundenleistung von 456 PS (336 kW). Die Steuerung der Motoren erfolgt direkt über die Fahrschalter. Auch liegt an den Motorenklemmen je nach Fahrstufe die volle Fahrleitungsspannung an. Sie besitzen zehn Fahr- und fünf Bremsstufen. Es war von Anfang an eine elektrische Widerstandsbremse eingebaut. Als Triebwagen und Zugbremse ist es eine Vakuum-Bremse der Bauart Hardy eingebaut, die auf alle vier Räder wirkt. Zusätzlich ist als Hand- bzw. Feststellbremse auf jedem Führerstand eine Handspindelbremse vorhanden. Die Fahrzeugbedienung erfolgt stehend. Die Höchstgeschwindigkeit beträgt, bei der MOB erstmals ab Werk, 50 km/h. Jedes der 900 mm messende Triebrad hat einen eigenen Motor.
Das 2. Klassenabteil hat 12 Sitzplätze, im Gepäckraum sind 9 Notsitze vorhanden, die beim Bedarf der 3. Klasse zugewiesen waren. Das Gepäckabteil ist 7 m² gross und das Postabteil 6 m². Der Zugang zum Personenabteil erfolgt über eine geschlossene Plattform direkt hinter dem Führerstand und ist als Grossraumabteil angelegt. Der Zugang zum andern Führerstand erfolgt über ein nur einseitig zugängliche Plattform hinter dem Führerstand. Beide Führerstände besitzen eine Stirnwandtüre. Das Post- und Gepäckabteil besitzt auf beiden Längsseiten je eine innen liegende Schiebetüre. Zwischen Personen- und Gepäckabteil ist eine Toilette eingebaut.

### Umbauten, Umzeichnungen
Im Jahr 1926 wurden alle Fahrzeuge mit einer Sicherheitssteuerung für den Einmannbetrieb ausgerüstet.
Um 1943/44 wurden beide Lyrabügel durch Scherenstromabnehmer ersetzt. Zugleich Neubemalung in blau-crème anstelle des ursprünglichen perlgrau-crème.
Im Jahr 1956 Umzeichnung infolge Klassenanpassung in AFZe 4/4, und 1962 Wechsel der Gepäckabteilbezeichnung von F in D und somit Umzeichnung in ADZe 4/4.
Im Jahr 1968 wurde der Triebwagen Nummer 24, deklassiert und das Postabteil aufgehoben, und in BDe 4/4 24 umgezeichnet. Dieser Triebwagen wurde 1970 in den Xe 4/4 24 umgebaut. Dabei erhielt der umgebaute Wagenkasten einen oxidroten Anstrich. Nachdem er 1980 bei Rossinière mit einem Personenzug kollidiert war, wurde er abgebrochen.
Die Triebwagen Nummer 25 und 26 wurden 1971 deklassiert und das Postabteil aufgehoben, und in BDe 4/4 umgezeichnet. Im Jahr 1979 wurde das Personenabteil aufgehoben und die Fahrzeuge in De 4/4 umgezeichnet.

## Betriebliches
Wie bei der Bestellung vorgesehen, war anfangs das Haupteinsatzgebiet die Schnellzüge zwischen Montreux und Zweisimmen. Erst die Inbetriebnahme der CFe 4/4 3001–3004 ab 1944 brachte eine Änderung. Und diese Triebwagen wurden von den Schnellzügen abgezogen. Mit dem Auftauchen von weiterem modernem Rollmaterial wurden die Fahrzeuge immer mehr in die Güterverkehrssparte abgedrängt.
Zwischen 1931 und 1935 wurde der Triebwagen Nummer 24 als Zugfahrzeug für die »Golden-Mountain-Pullmann-Express« Züge verwendet. Für diese Zeit hatte er auch den passenden Farbanstrich in Dunkelblau-Crème.

### Verbleib

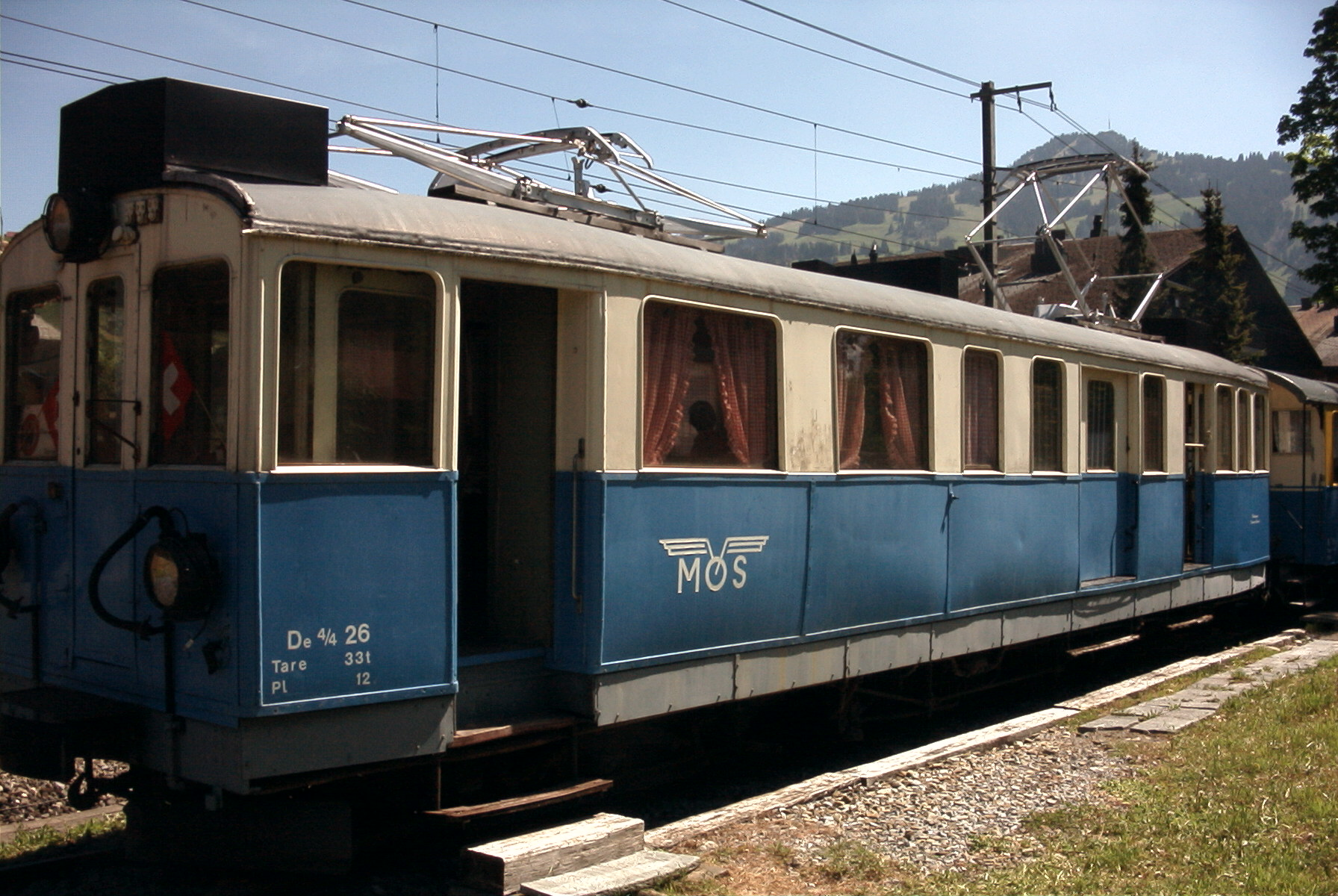
Nummer 26 als Klublokal in Saanen

Der Triebwagen Nummer 23 wurde, nachdem er 1969 in La Tine Tunnel mit heruntergefallenen Steinen kollidiert war, noch im selben Jahr als ADZe 4/4 23 ausrangiert und abgebrochen.
Der Triebwagen Nummer 24, kollidierte als Xe 4/4 24 am 30. September 1980 bei Rossinière mit einem Personenzug. In der Folge wurde er ausrangiert und abgebrochen.
Der Triebwagen Nummer 25, wurde 1988 als De 4/4 25 ausrangiert und abgebrochen.
Der Triebwagen Nummer 26, wurde 1994 der Modellbahngruppe Obersimmental-Saanenland übergeben. Er ist nicht fahrfähig und dient beim Bahnhof Saanen als Vereinslokal.